# 卡佩利尼亚
卡佩利尼亚是巴西米纳斯吉拉斯州的一个市镇。总面积965.901平方公里，总人口33061人，人口密度34.2人/平方公里。